# 1896年夏季奧林匹克運動會單車比賽—男子10公里
在1896年夏季奧林匹克運動會單車比賽中，男子10公里是五項賽道自行車賽事之一，於 4 月 11 日舉行，參賽選手需要完成30圈賽道，最快完成者為金牌得主。1896年奧運會是唯一一次將男子10公里單車賽作為奧運會自行車比賽項目。來自四個國家的六名自行車手參加比賽，法國的保羅·馬松贏得比賽，他同日已經奪得爭先賽及場地計時賽金牌，他的同胞萊昂·弗拉芒獲得第二名，而奧地利人阿道夫·施馬爾（Adolf Schmal）獲得第三名。

## 賽果
| 排名 | 車手                     | 國家   | 時間    |
| ---- | ------------------------ | ------ | ------- |
| 金牌 | 保羅·馬松                | 法国   | 17:54.2 |
| 銀牌 | 莱昂·弗拉芒              | 法国   | 17:54.8 |
| 銅牌 | 阿道夫·施马尔            | 奥地利 | 不詳    |
| 4    | Joseph Rosemeyer         | 德国   | 不詳    |
| —    | Aristidis Konstantinidis | 希腊   | 不詳    |
| —    | Georgios Kolettis        | 希腊   | DNF     |